# Polanisia tenuifolia
Polanisia tenuifolia là một loài thực vật có hoa trong họ Màng màng. Loài này được Torr. & A. Gray miêu tả khoa học đầu tiên năm 1838.